# Manfred Haas
Manfred Haas (* 27. Juli 1940 in Schwäbisch Gmünd) ist ein ehemaliger deutscher Manager und Fußball-Funktionär. Haas war Vorstandsvorsitzender der Sparkassen-Versicherung und von 2000 bis 2003 Präsident des Fußball-Bundesligisten VfB Stuttgart, bei dem er zuvor seit 1993 stellvertretender Aufsichtsratsvorsitzender war.

## Werdegang

### Berufliche Laufbahn
Haas machte eine Lehre zum Bankkaufmann, die er 1958 erfolgreich abschloss. Sein anschließendes Studium beendete er 1962 als Diplom-Sparkassen-Betriebswirt und wechselte im folgenden Jahr zum Württembergischen Sparkassen- und Giroverband. Nachdem er 1975 mit 35 Jahren jüngster Verbandsgeschäftsführer des Verbandes geworden war, verließ er 1989 die Organisation in Richtung Sparkassenversicherung.
Ab dem 1. Oktober 1989 saß Haas bei der Sparkassen-Versicherung Allgemeine Versicherung AG und der Sparkassen-Versicherung Lebensversicherung AG in Stuttgart im Vorstand. 1991 stieg er zum stellvertretenden Vorstandsvorsitzenden der Sparkassen-Versicherung auf, ehe er drei Jahre später zum Vorsitzenden des Vorstands berufen wurde. Ab 1993 gehörte er zudem zum Vorstand der SV Holding AG an, die zur Vorbereitung der Fusion der Sparkassen-Versicherung, ÖVA Versicherungen und Gebäudeversicherung Baden-Württemberg AG gegründet worden war. Auch hier stieg er alsbald zum stellvertretenden Vorsitzenden auf. Als im April 1997 die Personalunion der Vorstände eingeführt wurde, wurde Haas zugleich Mitglied in den Vorständen aller übrigen Konzerngesellschaften und nach Abschluss der Fusion ab dem 1. Januar 2000 Vorstandsvorsitzender der daraus entstandenen SV Versicherungen AG. Unter seiner Leitung wurde die Fusion des Konzerns mit der SV SparkassenVersicherungen Hessen-Nassau-Thüringen angestoßen, die nach seinem Ausscheiden im Januar 2004 vollzogen wurde.
Parallel zu seiner Vorstandstätigkeit wirkte Haas in den einzelnen Interessenvertretungen wie dem Verband öffentlicher Versicherer und dem Gesamtverband der Deutschen Versicherungswirtschaft.

### Fußballfunktionär beim VfB Stuttgart
1993 gewann Heinz Bandke, der ebenso wie Haas für die Sparkassen-Versicherung tätig und damals Aufsichtsratsvorsitzender des VfB Stuttgart war, Manfred Haas für das Amt seines Stellvertreters beim VfB und ein Engagement der Sparkassen-Versicherung als Sponsor des Vereins. Haas übernahm nach sieben Jahren im Aufsichtsrat des Vereins am 30. Oktober 2000 das Präsidentenamt beim VfB Stuttgart von Gerhard Mayer-Vorfelder, der seinen Wechsel an die Spitze des DFB verkündet hatte, in einer als relativ schwierig eingestuften Phase der Vereinsgeschichte. Der Verein war relativ hoch verschuldet und war sportlich in Abstiegsgefahr. Diese abzuwenden galt als vorrangiges Ziel. So verringerte Manfred Haas schließlich konsequent die Ausgaben und der VfB setzte notgedrungen Spieler aus der eigenen Jugend ein. Dies entwickelte sich schließlich erfolgreicher als vorgestellt. Der VfB schaffte 2003 die direkte Qualifikation für die Champions League. Im Zuge eines Wetteinsatzes ließ er sich anschließend von Ioan Viorel Ganea den Oberlippenbart entfernen. Am 26. Juni 2003 übergab Manfred Haas das Präsidentenamt an Erwin Staudt.
Am 18. Juli 2021 wurde Haas zum Ehrenpräsidenten des VfB Stuttgart ernannt.